# 1 Timoteo 4

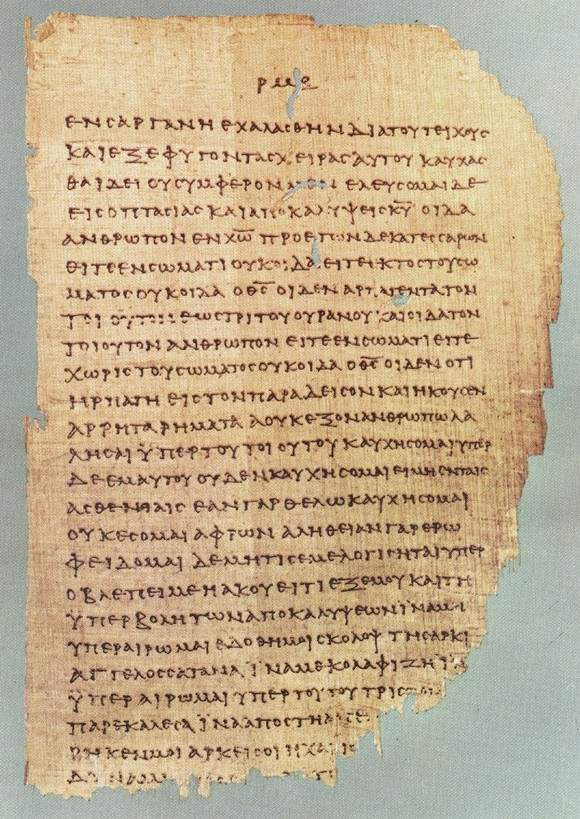
Folio del papiro 46, que contiene 2 Corintios 11:33-12:9

 1 Timoteo 4 es el cuarto capítulo de la Primera epístola a Timoteo, y se suele abreviar como «1 Tim. 4». que es uno de los veintisiete libros que conforman el Nuevo Testamento cristiano que forma un grupo homogéneo con la Segunda epístola a Timoteo y la epístola a Tito. Así mismo, es una de las trece epístolas atribuidas, por la tradición, a Pablo de Tarso.
Su estilo y vocabulario son diferentes de los demás escritos paulinos por lo que la mayoría de los teólogos consideran que no fueron escritas por el apóstol Pablo o que no fue él mismo quien les dio su forma literaria, sino alguno de sus discípulos. Es probable que se encuentre entre las primeras de las cartas de Pablo, escritas probablemente a finales del año 52 d. C. Las catorce epístolas de Pablo de Tarso se dividen tradicionalmente en siete mayores y siete menores, en razón de su longitud e importancia.

## Manuscritos antiguos supervivientes
.

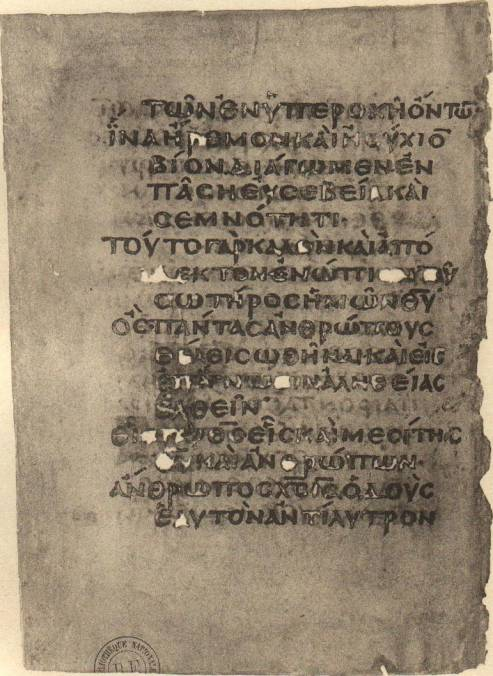
Fragmentos que muestran 1 Timoteo 2:2-6 en el Codex Coislinianus, de hacia 550 d. C.

El manuscrito original en griego koiné se ha perdido, y las texto de las copias supervivientes varían.
El primer escrito conocido de 1 Timoteo se ha encontrado en el Papiros de Oxirrinco 5259, designado P133, en 2017. Procede de una hoja de un códice datado en el siglo III (330-360). Otros manuscritos antiguos que contienen parte o la totalidad del texto de este libro son:
- Codex Alexandrinus (400-440)
- Codex Ephraemi Rescriptus (c. 450)
- Codex Freerianus (c. 450)
- Uncial 061 (c. 450)
- Codex Claromontanus (c. 550)
- Codex Coislinianus (c. 550)
- Uncial 0262 (siglo VII)[8]

## Contenido
El tema general tratado es el de Instrucciones pastorales.
- Actitud ante los falsos maestros. Versículos 1-11.
- Consejos a Timoteo. Versículos 12-16

### Actitud ante los falsos maestros. Versículos 1-11.
1-El Espíritu dice expresamente que en los últimos tiempos algunos renegarán de la fe, por prestar atención a espíritus seductores y enseñanzas diabólicas, 
2-engañados por la hipocresía de los embusteros, que tienen cauterizada su propia conciencia. 
3-Prohíben casarse, y mandan abstenerse de alimentos que Dios creó para que los tomen con agradecimiento los fieles y quienes han conocido la verdad. 
4-Porque todo lo creado por Dios es bueno y no hay que rechazar nada si se toma con agradecimiento, 
.....
8-Porque el ejercicio corporal sirve de poco; en cambio, la piedad es útil para todo, pues contiene promesas para la vida presente y para la futura. 
9-Podéis estar seguros y aceptar plenamente esta verdad: 
10-nos fatigamos y luchamos porque tenemos puesta la esperanza en Dios vivo, que es Salvador de todos los hombres, principalmente de los fieles. 
11-Esto es lo que debes disponer y enseñar.

#### Comentarios
La carta adopta un tono más cercano y aborda temas concretos como falsos maestros, ancianos, viudas, presbíteros, esclavos y personas acaudaladas. Aunque no sigue un esquema rígido, se organiza en torno a cuestiones clave: el comportamiento de Timoteo (cap. 4), sus relaciones con los fieles (cap. 5) y su trato con falsos maestros (cap. 6). Esto subraya que el cuidado pastoral debe atender todos los aspectos de la vida comunitaria.
En el capítulo 1 se instaba a Timoteo a preservar la sana doctrina de la fe. Posteriormente, se corrigen errores prácticos derivados de desviaciones doctrinales, como la prohibición del matrimonio y el rechazo de ciertos alimentos por considerarlos impuros, ideas propias de los gnósticos del siglo II que despreciaban la materia. En contraste, la doctrina cristiana, basada en Jesús y los Apóstoles, afirma la dignidad del matrimonio y la legitimidad de todos los alimentos saludables. Timoteo es exhortado a rechazar estas desviaciones y a ejercitarse en una piedad auténtica.
Facultad de Teología. Comentarios a la Sagrada Biblia: Universidad de Navarra (p. 10307). EUNSA Ediciones Universidad de Navarra. 

La piedad, es decir, el verdadero servicio al Dios verdadero —dice San Agustín—, para todo aprovecha. Porque evita o mitiga las molestias de esta vida o conduce a aquella vida o salud, en que ya no padeceremos mal alguno y gozaremos del sumo y sempiterno bien. Te exhorto, tanto como me exhorto a mí mismo, a conseguirla más perfectamente y a retenerla con perseveranci.

Para alcanzarla es necesario poner los medios: 

La vida interior se robustece por la lucha en las prácticas diarias de piedad, que has de cumplir —más: ¡que has de vivir!— amorosamente, porque nuestro camino de hijos de Dios es de Amor.

### Consejos a Timoteo. Versículos 12-16
En las reuniones litúrgicas de los primeros cristianos, se practicaban tres actividades fundamentales: «la lectura, la exhortación y la enseñanza» (v. 13). La ordenación sacerdotal se realizaba a través de la oración litúrgica, conocida como "profecía", y la imposición de manos. Los consejos del Apóstol resaltan que, además de proclamar la Palabra, es esencial predicar con el ejemplo mediante las obras.

Hablemos a través de ellas, al mostrarlas a los demás en nuestra vida. Es vivo el lenguaje, cuando son las obras las que hablan